# 5850 Masaharu
Az 5850 Masaharu (ideiglenes jelöléssel 1990 XM) a Naprendszer kisbolygóövében található aszteroida. Kin Endate,  Vatanabe Kazuró fedezte fel 1990. december 8-án.